# Timolol
Timolol maleat je neselektivni blokator beta-adrenergičkog receptora.

## Upotreba
U oralnom obliku (Blokadren), on se koristi:
- za tretiranje visokog krvnog pritiska
- za sprečavanje srčanih udara
- za sprečavanje migrenskih glavobolja[2]

## Literatura
- Weinstock, Leonard M.; Mulvey, Dennis M.; Tull, Roger (1976). „Synthesis of the .beta.-adrenergic blocking agent timolol from optically active precursors”. The Journal of Organic Chemistry. 41 (19): 3121—3124. PMID 9497. doi:10.1021/jo00881a011.

## Spoljašnje veze
|  | Molimo Vas, obratite pažnju na važno upozorenje u vezi sa temama iz oblasti medicine (zdravlja). |